# Брезенхэм, Джек Элтон
Джек Элтон Брезенхэм (родился 11 октября 1937 года в Кловисе, Нью-Мексико, США) — бывший профессор информатики.

## Биография
Брезенхэм вышел на пенсию в 1987 году после 27 лет работы в IBM в качестве старшего технического сотрудника. Он преподавал 16 лет в Уинтропском университете, имеет 9 научных патентов. У Брезенхема есть четверо детей.
Алгоритм Брезенхэма, разработанный в 1962 стал его главной инновацией. Алгоритм определяет, какие точки двумерного растра нужно закрасить, чтобы получить близкое приближение линии между двумя заданными точками. Обычно используется для рисования линий на экране компьютера. Является одним из старейших алгоритмов, открытых в области компьютерной графики. Алгоритм построения окружности методом средней точки имеет некоторые сходства с его линейным алгоритмом, известен как Алгоритм окружности Брезенхэма.
- Кандидат наук Стенфордского университета, 1964 год.
- Магистр Стенфордского университета, 1960 год.
- Бакалавр Университета Нью-Мексико, 1959 год.